# Зекир Рамчилович
Зекир Рамчилович (на македонска литературна норма: Зеќир Рамчиловиќ; на босненски: Zećir Ramčilović) е историк и политик от Северна Македония.

## Биография
Роден е на 16 март 1975 година в скопското село Долно Коняри и е бошняк. По професия е историк и работи в Института за национална история. Председател е на Сдружението за културно обединение на бошняците - АВАЗ. На изборите на 11 декември 2016 година Сдружението е в коалицията „За по-добра Македония“, оглавявана от ВМРО-ДПМНЕ, и Рамчилович е избран за депутат в Събранието.
След като на 19 октомври 2018 година гласува за конституционните промени за смяна на името на държавата заедно с другите шестима депутати гласували „за“ е изключен от парламентарната група.

## Съчинения
- Бошњаците во Македонија во текот на ХХ век, БКЗ, Скопје, 2014.;[5]
- Познати Бошњаци од Македонија, Шадрван, Скопје, 2014.;
- Македонија во Географијата на Ал-Идриси, ИНИ, Диван, Скопје, 2017;[6]
- Петровец – вчера, денес, утре, Општина Петровец, Диван, Скопје, 2018;
- Зборови со персиско потекло во македонскиот јазик, Диван, Скопје, 2019;
- Надгробни споменици од османскиот период во атарот на Средно Коњари, Скопско, Диван, Скопје, 2019.